# Kasteel Quanonne

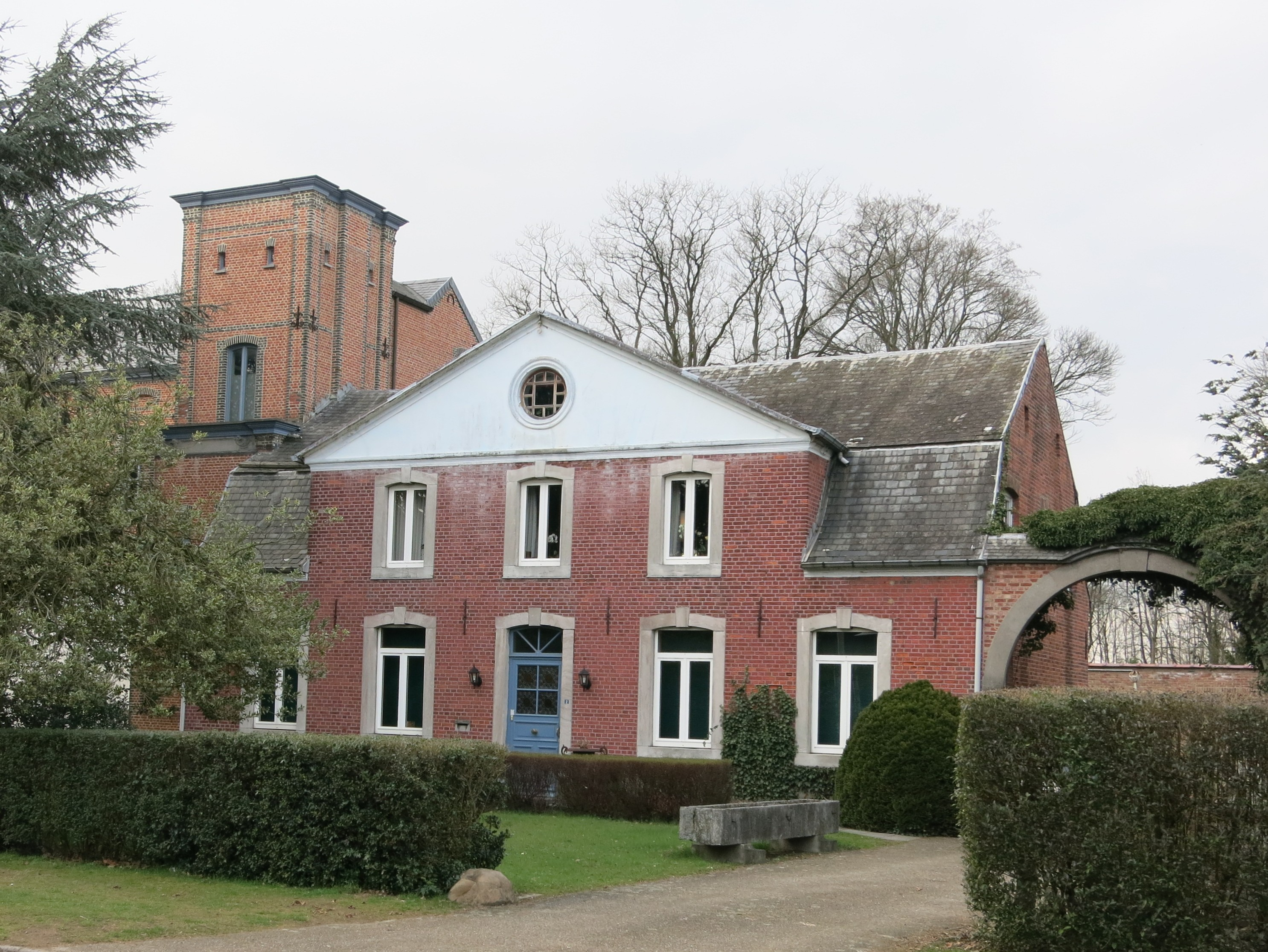
Kasteel Quanonne

Kasteel Quanonne is een kasteelachtig herenhuis te Koersel.
Het kasteel Quanonne ("het kanon", zoals het in de volksmond te Koersel wordt genoemd) is een van de bekendste gebouwen in het dorp. Met zijn goed bewaard achterliggend park is het kasteel zichtbepalend voor het centrum.
Oorspronkelijk was het kasteeltje een herenhoeve, die in 1770 werd gebouwd door de familie Peeten. Dit betrof notabelen en grootgrondbezitters uit Aarschot. In 1850 werd de hoeve verbouwd tot een neoclassicistisch herenhuis, in de volksmond een "kasteeltje". Dit geschiedde door ene Frederik Quanonne, telg uit een vooraanstaande Franse familie, die in het huwelijk was getreden met Maria Peeten. Het was ook dit echtpaar dat het initiatief nam tot de aanleg van het park. In 1873 kwamen de kinderen Quanonne-Peeters op het kasteel wonen en in 1892 kwam, na de dood van Gaspard Peeten, het gehele bezit aan de familie Quanonne. In 1930 stierf, met Berthe Quanonne, ook dit geslacht uit.
Nu kwam het kasteeltje in handen van particulieren. Het werd een dokterswoning en herberg. In 1954 kochten de Zusters van Maria van Landen het pand, en werd dit een tehuis voor welgestelde bejaarden, later enkel voor oudere zusters. In 1992 werd het gebouw weer verkocht en veranderde bijna in een opvangtehuis voor drugsverslaafden. Doch deze plannen vonden geen doorgang. Het kasteel is sinds 1995 eigendom van een inwoner uit Koersel, die er onder meer een antiekzaak in uitbaat en het gebouw restaureert.